# Автогол
Автого́л або гол у свої ворота — в спортивних іграх взяття (зазвичай випадкове) гравцем команди, що захищається власних воріт, зараховується як гол команди, що атакує.

## Футбол
У футболі автогол в ряді випадків не зараховується (правило 10 гри в футбол): «якщо м'яч був спрямований у власні ворота першим торканням при пробитті штрафного удару, вільного штрафного удару, удару від воріт, кутового удару або безпосередньо вкиданням ауту». У всіх цих випадках призначається кутовий удар. Ряд випадків, передбачених правилами, має лише теоретичне значення (наприклад, навряд чи на практиці можна влучити у свої ворота з кутового).
Оскільки при взятті воріт враховується порушення правил тільки атакуючою командою, автогол може бути забитий, наприклад, рукою.
Гравець, який забив м'яч у свої ворота, вважається автором гола (з позначкою «в свої ворота»), якщо м'яч без його торкання не потрапив би в рамку воріт. В іншому випадку гол записується на ім'я гравця атакуючою сторони, що бив по воротах. При підрахунку загального числа голів, забитих гравцем в ході турніру, автогол не враховується.

### Автоголи в англійській прем'єр-лізі
Рекордсменом за кількістю автоголів в англійській прем'єр-лізі є захисник «Квінз Парк Рейнджерс» і збірної Ірландії Річард Данн. На його рахунку 10 забитих м'ячів у свої ворота. Він забив 1 автогол у футболці «Квінз Парк Рейнджерс», 6 автоголів, виступаючи за «Манчестер Сіті» і 3 — за «Астон Віллу». Ювілейний 10-й гол Річард забив 19 жовтня 2014 року у грі проти «Ліверпуля». Другим йде гравець збірної Англії та «Ліверпуля» Джеймі Каррагер. На його рахунку 7 автоголів, причому 2 з них він забив в одному матчі проти «Манчестер Юнайтед» 11 вересня 1999, а ще 2 в одному сезоні в обох матчах проти «Тоттенгем Готспур». Цікаво, що більше половини — 4 з 7 автоголів Каррагер забив граючи проти «Тоттенгема». Останнім автоголом він відзначився у своєму прощальному матчі. Ще один рекорд належить гравцю «Ліверпуля» та національної збірної Словаччини Мартіну Шкртелу. 4 з 6 своїх автоголів він забив за один сезон 2013/14.
1 лютого 2003 року футболісти «Сандерленда» Стівен Райт та Майкл Проктор тричі вразили свої ворота впродовж 7 хвилин в доманьому матчі проти «Чарльтона». Матч закінчився перемогою гостей з рахунком 1:3. Таким чином, «Чарльтон» здобув перемогу в гостях, не забивши при цьому жодного гола.

## Хокей
У хокеї також є автогол, але гол зараховується не на ім'я гравця, який забив шайбу у свої ворота, а на ім'я атакуючого гравця іншої команди, який останній доторкнувся до шайби.